# Pe aici nu se trece
Pe aici nu se trece este un film de război românesc din 1975, regizat de Doru Năstase. Filmul prezintă momentul din 23 august 1944 și Lupta de la Păuliș. Elevii unui liceu militar trebuie să apere granițele de nord-vest ale țării. Rolurile principale sunt interpretate de actorii Silviu Stănculescu, Vlad Rădescu, Anna Széles, Vladimir Găitan, George Motoi și Mihai Mereuță.

## Rezumat
Filmul începe înainte de lovitura de stat a regelui Mihai de la 23 august 1944, la Școala de subofițeri de infanterie de rezervă din Radna, Arad. Elevii sunt hărțuiți și abuzați în mod regulat de ofițerii germani prezenți, în special de ofițerul SS Reinhardt (Motoi). Când are loc lovitura de stat, studenții se întorc împotriva germanilor și îi arestează pe cei mai mulți dintre ei, dar Reinhardt fuge în noapte. În timp ce satul din apropiere, Păuliș, lumea sărbătorește că s-a făcut pace, avioanele Axei bombardează satul, determinând mulți dintre săteni să plănuiască să plece. Elevii primesc vestea că ungurii, cu sprijin german (inclusiv Reinhardt, care îi alertează despre slăbiciunea cadeților), lansează o forță de invazie. Școala primește ordin să întârzie inamicul care se apropie sau să moară în încercare. În timpul acestor evenimente, filmul urmărește poveștile câtorva personaje: Andrei (Rădescu), care se trezește în conflict cu semenii săi; colonelul Maxineanu (Stănculescu), comandantul școlii; și Adrian (Mavrodineanu), un tânăr sătean care se inspiră din curajul cadeților.
Ungurii sosesc și lansează o serie de atacuri împotriva românilor. Forțele Axei sunt împinse înapoi iar și iar, în ciuda numărului și a armamentului superior. La sfârșitul filmului, ei lansează un ultim atac, care pare a duce la înfrângerea românilor. Tocmai în acel moment sosesc întăriri ale armatelor sovietice și române, împingându-i pe maghiari înapoi.

## Distribuție
- Silviu Stănculescu — col. Maxineanu, poreclit „Balaurul”, absolvent al Școlii Militare de la Saint- Cyr, comandantul Școlii de subofițeri de infanterie de rezervă din Radna, comandantul detașamentului de elevi militari
- Vlad Rădescu — elevul subofițer Andrei Petrescu, absolvent al Liceului „Moise Nicoară” din Arad, muzician talentat
- Anna Széles — Ada, studentă la Facultatea de Medicină, iubita lui Andrei Petrescu (menționată Ana Széles)
- Vladimir Găitan — elevul subofițer Petre Dunca, fostul coleg de liceu al lui Andrei Petrescu
- George Motoi — căpitanul Reinhardt, consilier militar german, un ofițer meloman și sadic
- Mihai Mereuță — plutonierul Toma, instructor militar la Școala de subofițeri, veteran al Primului Război Mondial
- Victor Mavrodineanu — Adrian Ilarie, fiul bătrânului Ilarie, fost deținut politic pentru activitate comunistă
- Eugenia Bosînceanu — mama lui Adrian, soția bătrânului Ilarie
- Cornel Coman — lt. Ionescu, instructor militar la Școala de subofițeri, comandantul plutonului 2 al detașamentului, contabil în viața civilă
- Sorin Lepa — colonelul medic de la Școala de subofițeri, pasionat de limba latină
- Ștefan Velniciuc — elevul subofițer Nicolae Demetrescu, un tânăr căzut la admitere la Facultatea de Istorie
- Ovidiu Moldovan — elevul subofițer Gică
- Ilarion Ciobanu — bătrânul Ilarie, țăran din Teișani, tatăl lui Adrian, veteran al Primului Război Mondial
- Dinu Ianculescu — generalul Roman, comandantul diviziei
- Ferenc Fábián — plutonier major, șeful postului de jandarmi din comuna Teișani
- Constantin Dinulescu — medicul comunei Teișani (menționat C. Dinulescu)
- Emil Liptac — Avram, țăran din Teișani
- Jean Lorin Florescu — locotenent-colonelul german de tancuri, comandantul unui batalion de asalt (menționat Jean L. Florescu)
- Dorin Varga — maiorul SS, consilier militar german (menționat Dorel Varga)
- Aurora Șotropa
- Mihai Cafrița
- Ion Abrudan
- Ion Lupu (menționat Ionel Lupu)
- Mircea Cosma — locotenentul SS Johann, consilier militar german
- Virgil Müller
- Ion Necula
- Doru Dumitrescu
- Ádám Rajhona⁠(hu)[traduceți]
- László Miske — generalul maghiar
- Károly Sinka — notarul comunei Teișani (menționat Sinka Károly)
- István Kőfalvi (menționat Istvan Köfalvy)
- Alexander Ternovits (menționat Al. Ternovici)
- Constantin Vurtejanu (menționat C. Vurtejanu)
- Nicolae Luchian Botez (menționat Luchian Botez)
- Nicolae Veniaș — țăranul cu barbă albă din Teișani
- Constantin Lungeanu (menționat C. Lungeanu)
- Mihai Drăgoi
- András Győrffy⁠(hu)[traduceți] (menționat Andras Györffy)
- József Vértes (menționat Iosif Verteș)
- Ion Abrudan
- Cornel Gîrbea — ofițer român
- Paul Lavric — țăran din Teișani (menționat Emil Lavric)
- Papil Panduru — Mitru, țăran din Teișani
- Aurel Prajovschi
- C. Atanasiu
- Dumitru Dumitru
- Marcel Segărceanu (menționat M. Segărceanu)
- Florin Nicolescu
- Vladimir Jurăscu
- V. Vargonici
- Vasile Dinescu
- Fabian Gavriluțiu
- Ernst Wolfgang
- Camil Georgescu
- Doina Popescu
- Ana Maria Castner (menționată Ana M. Castner)
- Tudor Stavru (șef cascador)
- Vasile Cosma — primarul comunei Teișani (nemenționat)

### Dublaj de voce
- Ion Besoiu — maiorul SS, consilier militar german (nemenționat)

## Producție
Filmările au avut loc în perioada 1 august 1974 - 13 ianuarie 1975 la Arad, Lipova, Sibiu și Buftea. Cheltuielile de producție s-au ridicat la 8.096.000 lei.

## Primire
Filmul a fost vizionat de 5.229.068 de spectatori în cinematografele din România, după cum atestă o situație a numărului de spectatori înregistrat de filmele românești de la data premierei și până la data de 31 decembrie 2014 alcătuită de Centrul Național al Cinematografiei.